# 카프로산
카프로산(영어: caproic acid) 또는 헥산산(영어: hexanoic acid)은 헥산(hexane)으로부터 유도되는 카복실산이며, 화학식은 CH3(CH2)4COOH이다. 염소나 다른 농장 동물에서 나는 지방, 치즈, 왁스 냄새를 가진 무색의 유성 액체이다. 다양한 동물의 유지에서 자연적으로 발견되는 지방산이며, 은행나무의 다육성 종자 껍질이 분해될 때 특유의 불쾌한 냄새를 구성하는 물질 중 하나이다. 또한 바닐라의 구성 요소 중 하나이다. 카프로산의 주요 용도는 인공 향료에 쓰이는 카프로산 에스터(에스테르)의 제조와 헥실페놀과 같은 헥실 유도체의 제조에 있다.
카프로산의 염 및 에스터는 카프로에이트 또는 헥사노에이트로 알려져 있다.
카프로산(C6), 카프릴산(C8), 카프르산(C10)은 염소로부터 그 이름을 따와서 명명되었다. 카프로산과 이들 지방산들은 염소젖의 지방 중 15%를 차지한다.
카프로산, 카프릴산, 카프르산(카프르산은 결정성 또는 왁스 같은 물질이지만, 카프로산과 카프릴산은 유동성 액체이다)은 에스터 형성에 사용될 뿐만 아니라 일반적으로 버터향, 우유향, 크림향, 딸기향, 빵향, 맥주향, 견과류향 및 다른 향들에 사용된다.